# Олесницкий, Николай
Николай Олесницкий (30 июля 1558 — 13 декабря 1629) — государственный деятель Речи Посполитой, каштелян малогощский (1598) и радомский (1613), воевода люблинский (1619—1629), староста опочновский.

## Биография
Представитель польского шляхетского рода Олесницких герба «Дебно». Сын Яна Олесницкого (ум. до 1596) и Софии Спинковны, племянник польского деятеля реформации Николая Олесницкого «Старшего» (ум. 1566).
Воспитывался в духе кальвинизма, но в 1598 году перешел в римско-католическую веру, что в дальнейшем облегчило его карьерый рост. В том же 1598 году Николай Олесницкий получил должность каштеляна малогощского. В 1606 году вместе с велижским старостой Александром Гонсевским возглавил польско-литовское посольство в Москве, где вел переговоры с самозванцем Лжедмитрием о заключении союза между Речью Посполитой и Русским государством. В мае 1606 года после свержения и убийства самозванца польские послы Н. Олесницкий и А. Гонсевский были арестованы и получили свободу только в 1608 году.
В 1613 году Николай Олесницкий был назначен каштеляном радомским и старостой опочновским. В 1619 году стал воеводой люблинским, занимал эту должность до самой смерти.
Построил римско-католический костёл в Липско, которое позднее у Олесницких выкупили Денгофы. Также пытался построить костёл в Тарлуве.
Был похоронен в основанной им же самим в 1620 году часовне Олесницких на Лысой горе.
Был женат четыре раза. Его первой женой стала Кристина (Катажина) Палецкая, от брака с которой имел трёх детей:
- Збигнев Олесницкий (ум. 1662), каштелян вислицкий (1638), староста опочновский
- Ян Олесницкий, ротмистр и подкоморий сандомирский (1637)
- Регина Олесницкая (ум. 1631/1632), жена воеводы сандомирского Николая Фирлея (1538—1636).

Вторично женился на Маргарите Тарло, дочери Анджея Тарло и вдове каштеляна жарновского Яна Мышковского (ум. 1591). В 1602 году в третий раз женился на Софии Любомирской (ок. 1585—1612), дочери каштеляна войницкого и старосты сандомирского Себастьяна Любомирского (ок. 1646—1613) и Анны Браницкой (ум. 1639). В четвёртый раз женился на Софии Тарло (ум. после 1634).